# 拉尔诺
拉尔诺（法語：Larnaud，法語發音：[laʁno]）是法国汝拉省的一个市镇，位于该省西部，属于隆斯勒索涅区。

## 地理
拉尔诺（46°42'41"N, 5°27'16"E）面积10.67 平方千米，位于法国勃艮第-弗朗什-孔泰大區汝拉省，该省份为法国东部内陆省份，北起上索恩省，西北接科多尔省，西临索恩-卢瓦尔省，南至安省，东与杜省和瑞士接壤。
与拉尔诺接壤的市镇（或旧市镇、城区）包括：库尔朗、方丹布吕、蒙莫罗、塞耶河畔吕费、维勒维约。

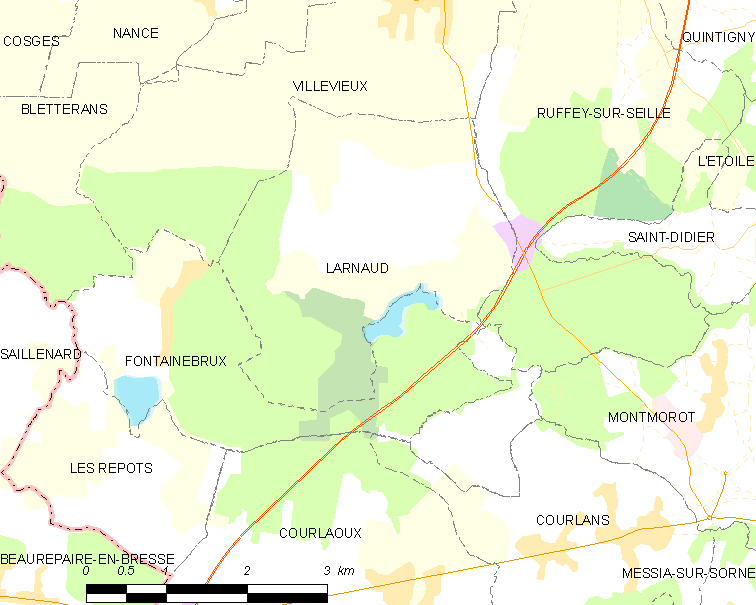
拉尔诺的OSM定位图

拉尔诺的时区为UTC+01:00、UTC+02:00（夏令时）。

## 行政
拉尔诺的邮政编码为39140，INSEE市镇编码为39279。

## 政治
拉尔诺所属的省级选区为布莱特朗县。

## 人口

1962-2008年间拉尔诺人口变化图示

拉尔诺于2022年1月1日时的人口数量为619人。